# Socialisme démocratique (Chili)
Socialisme démocratique (espagnol : Socialismo Democrático, abrégé en SD) est une coalition politique chilienne de centre-gauche, fondée en décembre 2021 par le Parti socialiste, le Parti pour la démocratie, le Parti radical et le Parti libéral (es) et la plateforme Nuevo Trato (es).
La coalition se crée lorsque les partis décident de quitter l'alliance du Nouveau Pacte Social (es), en rupture avec la démocratie chrétienne (PDC) et décident de s'unir pour soutenir Gabriel Boric.

## Historique

### Contexte et formation
Le 20 décembre 2021, les quatre dirigeants des partis se réunissent au siège du Parti socialiste du Chili. Ils annoncent une coordination politique au sein du Congrès national de cette nouvelle coalition, avec 28 députés et 14 sénateurs afin de soutenir le futur gouvernement de Gabriel Boric.
Cette annonce et réunion au siège du Parti socialiste entraine de facto la rupture et la fin de la précédente coalition avec le Parti démocrate-chrétien, le Nouveau Pacte Social (es), confirmé par le président du parti dans un communiqué.
Le 20 janvier 2022, à l'issue d'une réunion avec Gabriel Boric, les membres de la coalition confirment leur présence au sein du gouvernement, évoquant de nombreux portefeuilles pour leurs partis, sans autres détails.
Le lendemain à 9h, lors  de l'annonce de son gouvernement, Gabriel Boric, président élu, nomme au sein de son gouvernement 4 ministres issus de la coalition (avec 2 ministres du PS, 1 ministre du PPD, 1 ministre du Parti libéral (es) et 1 ministre du PR).
Les partis membres de la coalition sont nommés au portefeuille de la Défense nationale, du Développement social et de la Famille, des Travaux publics, du Logement et de l'urbanisme, et des Mines.

## Composition
| Parti                    | Président                |
| ------------------------ | ------------------------ |
| Parti socialiste         | Álvaro Elizalde          |
| Parti pour la démocratie | Natalia Piergentili (es) |
| Parti radical            | Alberto Robles (es)      |
| Parti libéral (es)       | Patricio Morales         |